# خانه شرکاء عرب
خانه شرکاء عرب مربوط به دوره قاجار است و در شهرستان اردستان، بخش زواره، دهستان ریگستان، روستای تلک آباد واقع شده و این اثر در تاریخ ۲۲ آبان ۱۳۸۶ با شمارهٔ ثبت ۲۰۰۲۲ به‌عنوان یکی از آثار ملی ایران به ثبت رسیده است.